# Coptobasoides
Coptobasoides é um gênero de mariposa pertencente à família Crambidae.